# 12078 Ikezi
12078 Ikezi este o planetă minoră (asteroid) din centura de asteroizi. A fost descoperită pe 20 martie 1998 la Magdalena Ridge Observatory⁠(d) de Lincoln Near-Earth Asteroid Research. 
Obiectul prezintă o orbită caracterizată de o semiaxă mare de 2,1984003 UAi, o excentricitate de 0,11, o înclinație de 3,68731 ° în raport cu ecliptica.